# François-Nicolas Chifflart
François-Nicolas Chifflart né à Saint-Omer le 21 mars 1825 et mort à Paris le 20 mars 1901 est un peintre, dessinateur et graveur français.
Il est réputé entre autres pour avoir illustré l'œuvre de Victor Hugo.

## Biographie

### Origines et études
François-Nicolas Chifflart est le fils d'Antoine-Omer Chifflart, serrurier à Saint-Omer. C'est aux côtés de ce dernier qu'il s'initie à la gravure sur métaux. Il est d'ailleurs remarqué pour ses talents de graveur-ciseleur et embauché par Louis Fiolet, le plus important fabricant de pipes de faïence de la ville.
Il commence à dessiner très jeune à l'école municipale de dessin de Saint-Omer. En 1844, il entre à l'École des beaux-arts de Paris dans l'atelier de Léon Cogniet.
Sa sœur Célonie Sophie épouse en 1855 à Paris 5e Alfred Cadart, originaire de Saint-Omer. Sur les conseils de celui-ci, il se lance dans l'édition d'estampes à Paris.

### L'artiste
Chifflart obtient le premier grand prix de Rome de peinture historique en 1851 avec Périclès au lit de mort de son fils, après avoir obtenu le troisième prix l'année précédente pour Zénobie sur les bords de l'Araxe. Mais sa révolte affichée envers l'académisme du temps lui vaut d'être mis à l'écart. Il se tourne alors de plus en plus vers la gravure et le dessin.
Ses gravures pour Faust, exposées au Salon de 1859, sont admirées par Baudelaire et Théophile Gautier ; le premier s'enthousiasme pour sa technique, « miracle, il a une originalité » écrit-il alors, pressentant son talent. La même année, son beau-frère, Alfred Cadart, publie un album photographique signé Robert Jefferson Bingham, reproduisant ses premières gravures.
De 1862 à 1867, il profite de l'atelier de gravure de la rue de Richelieu installé par Alfred Cadart et la Société des aquafortistes dont il est membre dès le départ : il produira plus de 200 eaux-fortes, jusqu'en 1882 (il cesse de graver après cette date), auprès de sa propre sœur, devenue entre-temps la Veuve Cadart, et qui avait poursuivi l'activité de gravure. Durant cette période féconde, on compte l'album Improvisations sur cuivre contenant quinze planches et un frontispice. Il rencontre alors Victor Hugo, qui juge son travail « vraiment beau et grandiose », et il commence avec lui une nouvelle carrière d'illustrateur avec Les Travailleurs de la Mer (édition de 1869), gravées par Fortuné Méaulle, et Notre-Dame de Paris. Au total, il illustre la plupart des œuvres et jusque pour les éditions posthumes. Ses gravures ont un style jugé déroutant, fantastique et puissant, que l'on assimile au romantisme noir tardif.
Lors du Salon de 1863, Ernest Chesneau cite « entre autres œuvres intéressantes, un David vainqueur, composition mouvementée de M. Chifflard ».
Cependant, en tant que peintre, il perd une partie de sa riche clientèle parisienne quand il se met à critiquer l'empire autoritaire de Napoléon III et se rapproche d'Hugo et des mouvements républicains.
Sous la Troisième République, il survit grâce à ses illustrations pour Hugo. Il collabore aussi à des périodiques comme Le Monde illustré, L'Artiste, L'Art…
François Chifflart meurt à Paris le 20 mars 1901.
Une rue de Saint-Omer porte son nom.

Œuvres de François-Nicolas Chifflart
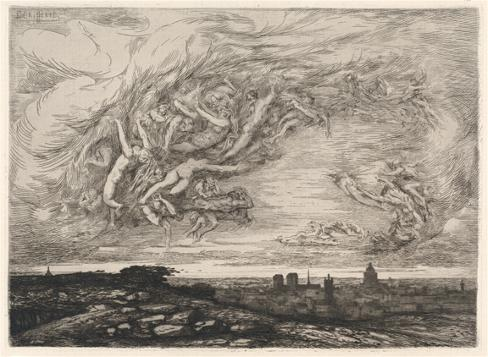
Le Choléra sur Paris (1865), gravure, éd. Cadart.
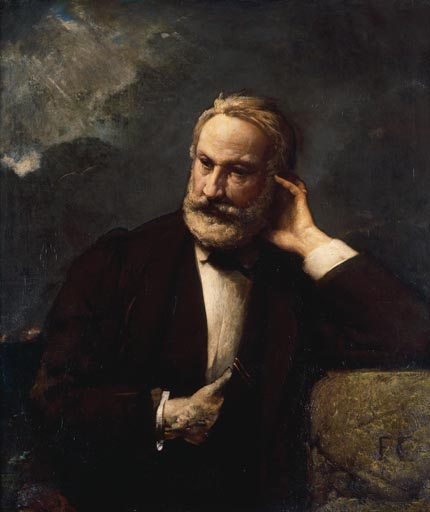
Portrait de Victor Hugo (1868), Paris, maison de Victor Hugo.
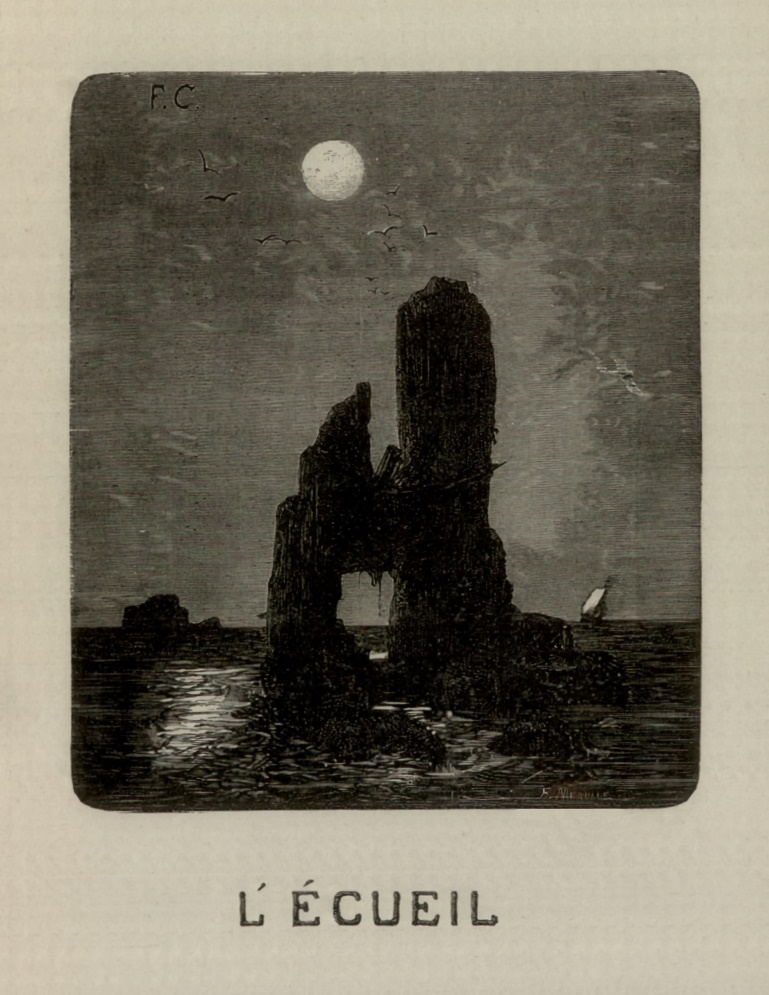
Illustration pour Les Travailleurs de la Mer (1869) de Victor Hugo, édition Hetzel.
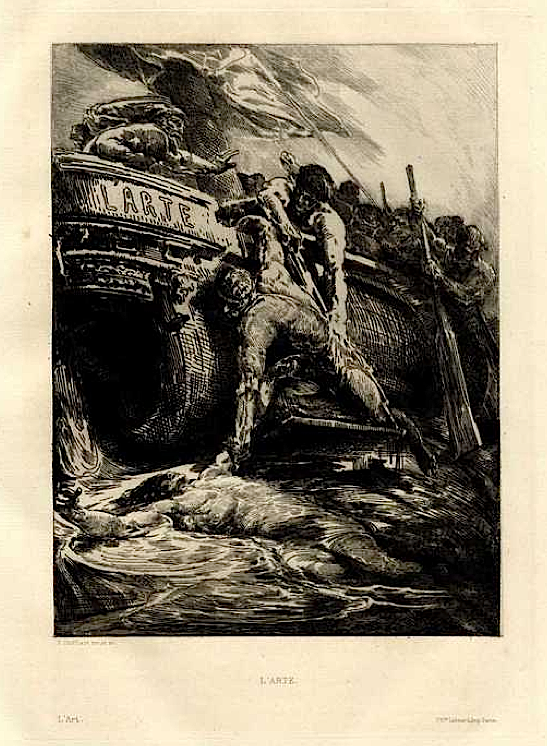
L'Arte (1876), eau-forte pour L'Art.
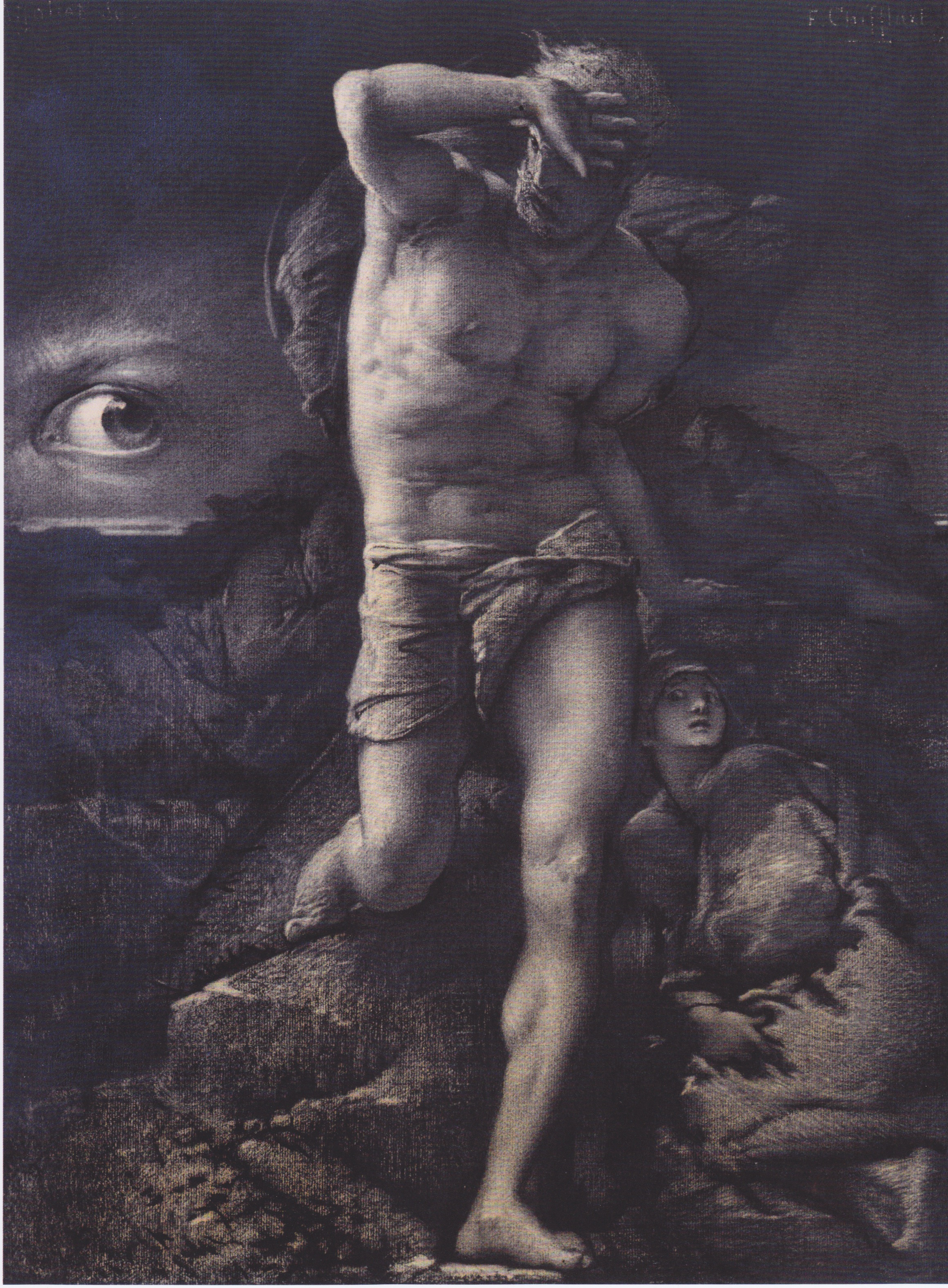
Illustration pour La Conscience de Victor Hugo (vers 1885), Paris, maison de Victor Hugo.
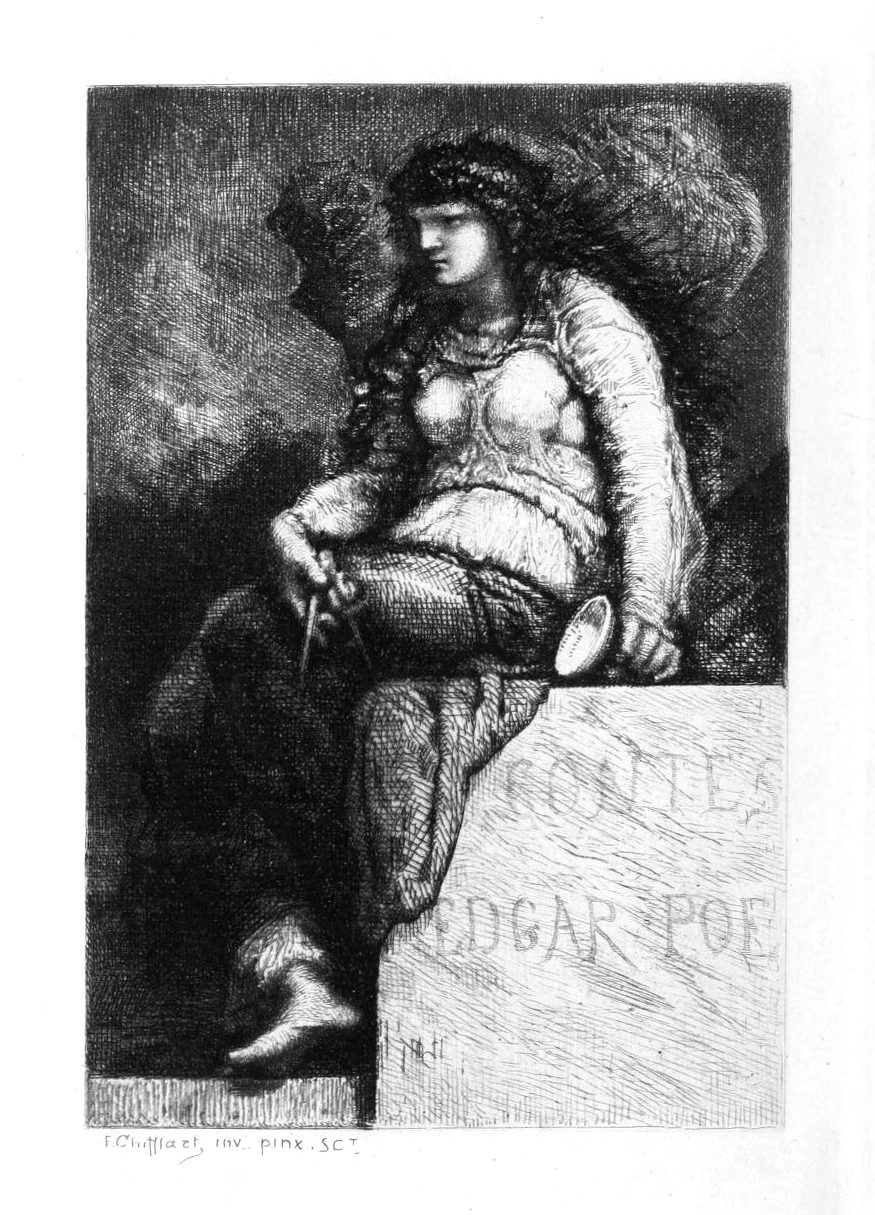
Fontispice aux Contes d'Edgar Poe (1884), dessin.

## Collections publiques
- France
  - Beauvais, musée départemental de l'Oise : Hercule combattant le lion de Némée, dessin[9].
  - Brest, musée des Beaux-Arts[10] : Paysage : ouvriers à la carrière, huile sur toile, 22,7 × 42,3 cm.
  - Clermont-Ferrand, musée d'Art Roger-Quilliot : Cavalier gaulois, après 1850, huile sur toile.
  - Dijon, musée Magnin :
    - La Maisonnette sur la falaise ;
    - Paysage d'Italie.

  - Nemours, Château-Musée : 
    - Surprise, 1865, eau-forte, 23 x 31 cm. 2020.210.1.
    - La Mélancolie, 1876, eau-forte, 40,7 × 28,6 cm. 2016.0.15[11].

  - Orléans, musée des Beaux-Arts : 
    - Portrait du peintre Léon Cogniet (1794-1800), vers 1845, huile sur toile, 55,5 x 46 cm[12].
    - Périclès au lit de mort de son fils, Répétition de l'esquisse pour le concours du Prix de Rome de 1851, huile sur toile, 38 x 36 cm[13].
    - Autoportrait présumé, vers 1845-1850, huile sur toile, 40 x 32,5 cm[14].

  - Paris :
    - département des estampes et de la photographie de la Bibliothèque nationale de France.
    - École nationale supérieure des beaux-arts :
      - Zénobie sur les bords de l'Araxe, 1850, troisième prix de Rome, huile sur toile
      - Périclès au lit de mort de son fils, 1851, huile sur toile

    - maison de Victor Hugo : La Conscience, 1877, fusain, gravé par Joliet.

  - Saint-Omer, musée de l'hôtel Sandelin :
    - Académie d'homme, 1845, fusain, homme jambe gauche sur un muret, les deux bras ballants vers la droite ;
    - Académie d'homme, 1845, dessin ;
    - Jeunes romaines s'entretenant, vers 1850, fusain ;
    - Paysage de la campagne romaine au troupeau de chèvres, vers 1850, fusain ;
    - Hercule assis, vers 1865, fusain, lavis et gouache ;
    - Paysage rocheux, fusain.
- Royaume-Uni
  - Guernesey, Hauteville House : estampes des Travailleurs de la mer, 1869.

## Illustrations d'ouvrages
Chifflard a participé à l'illustration de nombreux ouvrages en collectif, dont principalement :
- Victor Hugo, Les Travailleurs de la mer, 70 compositions gravées par Fortuné Méaulle, Paris, Jules Hetzel et Albert Lacroix, 1869 ; réédition en 1883[15].
- La Chanson de Roland : Texte critique, accompagné d'une traduction nouvelle et précédé d'une introduction historique par Léon Gautier, eaux-fortes originales et d'après Valentin Foulquier, Tours, A. Mame et fils, 1872.
- Edgar Poe, Histoires extraordinaires, suivi de Nouvelles Histoires extraordinaires, Paris, Albert Quantin, 1884, deux volumes, portrait de Poe (tome 1) et frontispice (tome 2) par Chifflart ; il s'agit de la première édition illustrée de Poe, dessins de Daniel Vierge, gravés en eau-forte principalement par Wögel et Abot.

## Salons
- 1859 : gravures pour Faust.
- 1863 : David vainqueur, huile sur toile.

## Expositions
- 1972 : catalogue d'exposition par C. Chabert et P. Georgel, Saint-Omer, musée de l'hôtel Sandelin
- 1993 : François Chifflart, graveur et illustrateur, du 22 novembre 1993 au 20 février 1994, Paris, musée d'Orsay
- 2015 : François Chifflart peintre, dessinateur et graveur audomarois, été 2015, Saint-Omer, musée de l'hôtel Sandelin
- 2024-2025 : François Chifflart, l'insoumis, du 7 novembre 2024 au 23 mars 2025, Paris, Maison de Victor Hugo[16]
- 2025 : François Chifflart, l'insoumis, du 20 avril 2025 au 28 août 2025, Saint-Omer, Musée de l'hôtel Sandelin[16]

## Iconographie
- Le musée de l'hôtel Sandelin à Saint-Omer conserve un buste en marbre[Par qui ?] à son effigie.